# Pont aval
El pont aval és un pont situat a París. Es tracta del darrer pont que travessa el Sena a la capital quan se segueix el curs del riu.
El pont aval està situat a l'est dels 15è i 16è districtes, a nivell dels quais d'Issy-les-Moulineaux i de Saint-Exupéry; es tracta d'un pont exclusivament per a automòbils, utilitzat pel boulevard périphérique.
La seva longitud total de 313 m el fa el més llarg de París, és germà del pont amont i va ser inaugurat el 1968. No porta d'altra banda cap nom oficial, la designació «aval» (riu avall) li ha estat consagrat degut al seu ús.